# ふかわげんき
ふかわ げんき（1986年10月25日 - ）は、日本の放送作家。東京都出身。

## 来歴・人物
- 元々は『ネプチューンのallnightnippon SUPER!』、『品川庄司のLips Party 21.jp』『ダイノジのキスで殺してくれないか』などに投稿するハガキ職人であった[1]。
- 大学1年生の秋に構成作家をしているミラッキ(大村綾人)や芸人のダイノジの誘いで構成作家の道を歩むことになった[1]。

## エピソード
- AnimeJapan 2016にて発表された第2回アニラジアワードにて、自身の担当するラジオ番組である『洲崎西』がBEST FEMALE RADIO 最優秀女性ラジオ賞（一般の部）、『ユニゾン!』が企画ラジオ賞（新人の部）に輝いた[2]。

## 主な担当番組

### テレビ
- バーチャルさんはみている（TOKYO MX 他）

### ラジオ
現在放送中の主な番組
- 早見沙織のふり〜すたいる♪（超!A&G+）
- 洲崎西[3]（超!A&G+→シーサイドチャンネル・YouTube）
- 津田のラジオ「っだー!!」（超!A&G+）
- 鷲崎健のヨルナイト×ヨルナイト（超!A&G+→ニコニコ生放送）※月曜日担当[4]
- 松井恵理子のにじらじっ!（音泉）
- RADIO M4!!!!（超!A&G+）
- 本多真梨子・戸田めぐみの「ほんとだ!」（超!A&G+）
- ユニゾン!〜ジェネレーション〜（文化放送）※火曜担当[5]

### インターネット番組
現在放送中の主な番組
- 明坂聡美ノ共和国×電波局（ニコニコ生放送）
- 諏訪彩花の生☆声優グランプリGirls!![6]（ニコニコ生放送）
- 鈴木裕斗のユートピアへようこそ[7]（ニコニコ生放送）
- 魅惑のノーパンラジオ（ニコニコ生放送）
- 8P channel[8]（アニメイトチャンネル）
- たかみーのゴリラジオ（アニメイトチャンネル）
- ボイきら☆放送局＠藤城学園（FRESH!）
- 山崎エリイ 21時でも起きてます◇（FRESH!）
- 声優コエ実験室〜コエラボ〜（AbemaTV）

放送が終了した主な番組
2008年
- 桃井はるこの超!モモーイ[1]（文化放送、ラジオ関西）
- 集英学園大学 マン研[1]（文化放送、超!A&G+、S-ラジ）
- 声優グランプリpresents どうぞご歓談ください。おい！寺尾[1]（ニコニコアニメチャンネル）
- ドカベンアイランド[1]（BBStation）※二代目作家

2009年
- 戦場のヴァルキュリア GBS 第七小隊分局[1]（アニメイトTV）
- Jelly BeansのColorful Mix[1]（ラジオ関西）
- 桃井はるこのはいはいラジオラジオ[1]（文化放送）
- 集英学園乙女研究部[1]（文化放送、ABCラジオ）
- 超!えどっ娘 天下大変!!（超A&G+、キャラアニ.com）
- 広橋涼の超ラジ!（超A&G+）
- バカとテストと召喚獣 文月学園放送部（音泉）

2010年
- 高橋美佳子の の〜ぷらんでいこう♪（超A&G+）

2012年
- AiRIの2h（超A&G+）
- 鷲崎健の王様は退屈じゃ![4]（ラジオ関西）

2013年
- 三澤紗千香のreal oneself（超A&G+）

2017年
- ミカエリ嬢曰く。（ニコニコ生放送）
- TVアニメ「ステラのまほう」SNS部の進捗どうですか?（音泉）
- ラジオ「政宗くんのリベンジ」〜あやか・いのりのラジオは豚足の始まり〜[9]（音泉）
- ガヴリールドロップアウト～天使と悪魔のシェアハウス～（音泉）
- 由佳・ありさ・未奈美のMラジ！！（公式サイト）
- かなことさらら（ニコニコ生放送）
- FM鷲ノ繪[4]（エフエム佐久平）
- 諏訪彩花のざっくば☆らん[10]（エフエム佐久平）
- Lynnのマイペー素な感じで。[10]（エフエム佐久平）
- 二ノ宮市丸と明坂聡美のえじぷれっ！（AG-ON Premium）

2018年
- ユニゾン!（文化放送）※水曜日担当[11]
- A&G ARTIST ZONE AiRIのTHE CATCH（超!A&G+）

2019年
- A&G NEXT BREAKS 吉田有里のFIVE STARS （超!A&G+）
- RADIOアニメロミックス 内山夕実と吉田有里のゆゆらじ（ニコニコ生放送）

2020年
- あどりぶ（超!A&G+）
- かなことさらら（超!A&G+）
- A&G ARTIST ZONE Mia REGINAのTHE CATCH（超!A&G+）

2021年
- 西田望見・奥野香耶のず〜ぱらだいす（超!A&G+）
- だれ?らじ（音泉）

2022年
- 三澤紗千香のラジオを聴くじゃんね!（超!A&G+）

2023年
- 深川芹亜・原田彩楓の"＠ぽむらじ"（ニコニコ動画）

2024年
- Lynnのおしゃべりんらじお（超!A&G+）
- 洲崎綾の7.6（ボイスガレッジチャンネル）

2025年
- 桑原由気と本渡楓のパリパリパーリィ☆（ラジオ関西）